# Resciliación
La resciliación o mutuo disenso es un modo de extinguir las obligaciones que consiste en una convención en que las partes interesadas, siendo capaces de disponer libremente de lo suyo, consienten dejar sin efecto un acto jurídico, válidamente celebrado, por mutuo consentimiento de todos los que intervinieron en su celebración.
Supone que, por la autonomía de la voluntad de las partes contratantes, se acuerda que el acto jurídico que se acordó en su momento, se deja sin efecto. Por lo tanto, al tratarse de un nuevo contrato ha de reunir los requisitos generales establecidos, además como persigue privar de eficacia a una relación obligatoria preexistente, habrá de reunir los mismos requisitos con los que se firmó el acuerdo: por ejemplo, si se trataba de un contrato solemne, es normal que la resciliación se haga cumpliendo las mismas formalidades.